# Ernst & Young Plaza
Ernst & Young Plaza
O Ernst & Young Plaza é um arranha-céu de 41 andares e 161 m (534 ft) de altura, localizado em Los Angeles, Califórnia. Foi concluída em 1985, e é o 19º maior edifício de Los Angeles. A torre é atualmente propriedade da Brookfield, e foi projetada por Skidmore, Owings & Merrill LLP. Embora esteja na Califórnia, este edifício foi colocado no horizonte de Nova Iorque no filme O Dia depois de Amanhã.
Após a conclusão em 1985, o edifício foi a sede da Citicorp's (atualmente Citigroup) na Califórnia.

## Inquilinos
- Anteriormente, a Trizec Properties tinha seus escritórios no edifício.